# هنرمند مردمی ارمنستان شوروی
هنرمند مردمی ارمنستان شوروی (انگلیسی: People's Artist of the Armenian SSR; روسی: Народный артист Армянской ССР) یک عنوان افتخاری می‌باشد که به شهروندان ارمنستان شوروی در اتحاد شوروی اعطا می‌شد. این عنوان به خاطر عملکرد عالی در هنرهای نمایشی به افرادی که شایستگی‌هایش در پیشرفت حوزه هنرهای نمایشی همچون تئاتر، موسیقی، فیلم، سیرک، رقص استثنایی می‌بود، اعطا می‌گردید.

## برخی از دریافت‌کنندگان عنوان
- الکساندر هاروتیونیان
- تیگران لوونیان
- هوهانس آبلیان
- خورن آبراهامیان
- هنریک مالیان
- سوتلانا ناواساردیان
- کنستانتین اوربلیان
- نیازی
- آرام خاچاتوریان
- فرونزیک مکرتچیان
- ولادیمیر کوچاریان
- آرو باغداساریان